# Bâtiment Principal de l'École Polytechnique de Gdańsk
Bâtiment principal de l'École Polytechnique de Gdańsk - un bâtiment historique à Gdańsk. Il est situé à Wrzeszcz au rue Narutowicza 11/12.

## Conception et construction
Les principes généraux de la structure et les dispositions spatiales de base des intérieurs du Bâtiment Principal de l'École Polytechnique ont été l’oeuvre de Hermann Eggert et Georg Thür. Cependant, les façades, les détails, le plan et la décoration intérieure ont été conçus par Albert Carsten, ce qui a donné au bâtiment sa forme définitive. Le 7 juin 1900, la première pierre de l’ensemble des bâtiments de la Königliche Technische Hochschule à Gdańsk a été posée. La construction a été achevée en août 1904, selon le quatrième projet de construction d’Albert Carsten,.

## Inauguration de la première année académique

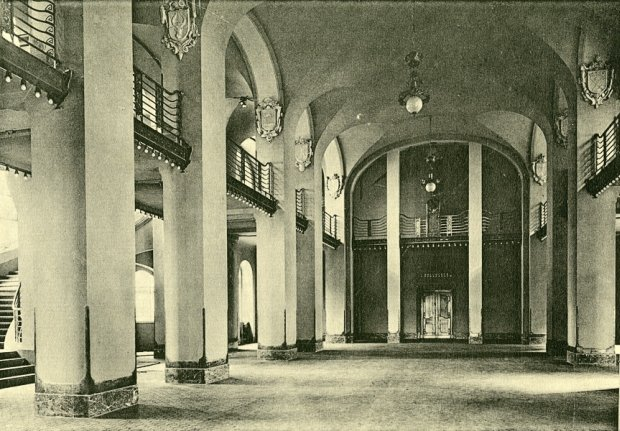
L'intérieur du bâtiment principal en 1904

Le 6 octobre 1904,,, en présence de l’empereur Guillaume II, a eu lieu l’inauguration solennelle de la première année académique de la première institution d’enseignement supérieur de l’histoire de la ville. Son nom officiel était Königliche Preussische Technische Hochschule (École Technique Prussienne Royale). Le Bâtiment Principal, conçu dans un style néo-Renaissance du Nord avec des éléments de la néo-Rénaissance et d’éclectisme, a été construit en briques clinker et en grès, avec cinq entrées. En 1904, le bâtiment comptait 210 pièces (sans les sous-sols ni les combles), dont : une grande salle (24 mètres de long et 12 mètres de large, avec un portail représentant les figures de l’Art et de la Technique), une salle du Sénat (boiseries en chêne dans un style ancien de Gdańsk), le rectorat, une bibliothèque (incluant une salle de lecture de 91 m² pour 36 places), des halls, 17 auditoires, 36 chambres pour les professeurs et 11 pour les assistants, 24 salles de dessin, 11 salles avec des collections scientifiques, des laboratoires, des logements pour le personnel, ainsi que des salles de modelage dans l’aile nord-ouest. La surface de la toiture était de 750 m², celle du bâtiment de 5 567 m², et la hauteur atteignait 16,5 mètres. Au-dessus de l’entrée principale, un bas-relief représentant l’empereur Guillaume II avait été sculpté (détruit en 1945).
En 1913, des salles de dessin et des studios ont été aménagés au cinquième étage. Le coût de la construction s’élevait à 3 230 700 marks, dont 2 809 200 marks pour le Bâtiment et 421 500 marks pour l’aménagement intérieur. Le 18 juillet 1929, une aile de style cubiste abritant l’Institut de Physique avec l'Auditorium Maximum, conçue par le professeur Carl Ramsauer, et au cinquième étage 2 laboratoires photographiques et un tunnel aérodynamique (au-dessus de la grande salle) ont été ajoutés au Bâtiment Principal,,.
Pendant la Première Guerre mondiale, le 1er février 1916 dans la partie nord-est du Bâtiment Principal, un hôpital pour des officiers blessés a été aménagé et des cours pour des officiers ont été organisés. Jusqu’à la fin de la Première Guerre mondiale, le Bâtiment Principal abritait le commandement de la 17e armée,.
En février 1945, un hôpital pour 3 000 soldats blessés et civils a été installé dans le Bâtiment Principal.
En mars 1945, un incendie s’est déclaré dans le Bâtiment Principal à la suite d’un incendie criminel et de l’explosion de bombes pendant les combats pour Gdańsk. Le feu a ravagé les toits, les intérieurs et les planchers de la partie arrière et centrale du Bâtiment Principal, le rectorat, la salle du Sénat, la grande salle, la bibliothèque avec la collection de livres, comme celui de la Société des Sciences Naturelles, les salles représentatives de la partie centrale du bâtiment, les salles de dessin des ailes droite et gauche, ainsi que les collections du musée du chemin de fer et des minéraux au rez-de-chaussée. 70 % de la surface des toitures a été détruite, et sur 270 pièces, 170 ont survécu. La tour avec l’horloge située sur le toit du Bâtiment Principal de l'École Polytechnique de Gdańsk a été détruite. Une partie latérale du bâtiment et une partie comprenant l’Auditorium Maximum ont survécu.

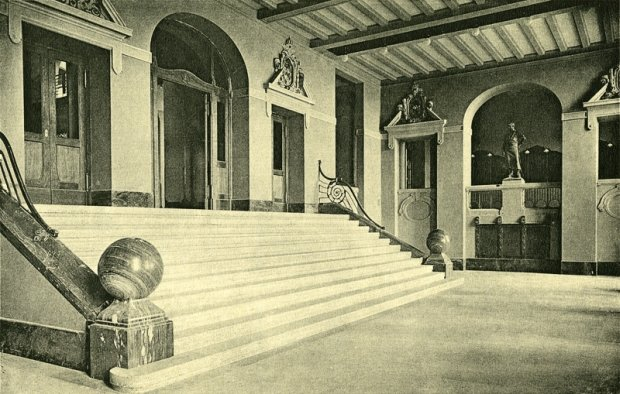
L'intérieur du bâtiment principal en 1904

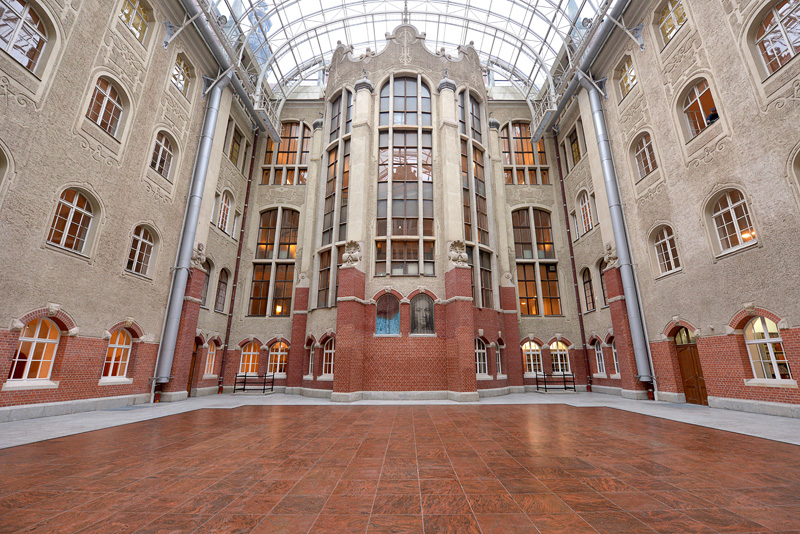
La cour de Gabriel Fahrenheit

## Années d'après-guerre
Le 5 avril 1945, une équipe opérationnelle de cinq membres du Ministère de l'Éducation chargée de l'organisation et de la reconstruction de l'École Polytechnique de Gdańsk est arrivée sur le site de l’établissement. Ils ont été les premiers Polonais à se rendre sur ce lieux en 1945 : docteur Stanisław Turski – chef de l'équipe, ingénieur Franciszek Otto de l'université nationale polytechnique de Lviv, ingénieur Kazimierz Kopecki, Kazimierz Kubik, ainsi qu'un étudiant de l'université d'avant-guerre – Stanisław Szymański. Sous la supervision de Kazimierz Kopecki, les premiers étudiants polonais et quelques habitants allemands locaux ont participé aux travaux de nettoyage,,.
En vertu du décret du Conseil National d'État du 24 mai 1945, l'ancienne Reichshochschule Danzig (nom officiel entre 1941 et 1945) a été transformée en une université publique polonaise.
Entre le 15 décembre 1945 et le 25 janvier 1946, les cours ont été suspendus en raison des basses températures, de l'absence de vitrages dans les bâtiments et des difficultés à chauffer les salles de cours et les locaux. Le 12 septembre 1949, un Centre d'Études Militaires (Studium Wojskowe PG) a été créé avec des pièces au niveau 0, sur ordre du ministre de la Défense nationale. Après sa dissolution en 1989, ses locaux ont été attribués à la bibliothèque et aux archives.
Le 22 février 1952, les travaux de reconstruction commencés en 1946 ont été achevés. L'architecte Jerzy Winnicki a conçu la salle de lecture, la section de prêt et les catalogues de la bibliothèque. Sous la direction du professeur Witold Minkiewicz, les travaux de reconstruction se sont terminés en 1953 (en 1946, le toit du Bâtiment Principal a été couvert, les fenêtres et les portes ont été complétées, des planchers en béton ont été installés, la surface de la bibliothèque a été agrandie, et l'organisation des halls, couloirs et pièces a été modifiée, le style architectural a été changé en modernisme, en 1949, la grande salle a été reconstruite, en 1951, le rez-de-chaussée et le cinquième étage, en 1952, le niveau zéro, incluant un vestiaire, en 1953, les halls des deuxième et troisième étages ont été restaurés. Certaines parties des locaux de la bibliothèque ont été conçues par Marian Des Loges, le directeur.
En 1979, l'ensemble des bâtiments de l'École Polytechnique de Gdańsk a été inscrit au registre des monuments historiques.

## Depuis 1989
Le 12 juillet 1989, la salle 370, dont le patron depuis le 27 avril 1950 était Julian Marchlewski, a été renommée Aula PG. Le 1er octobre 1994, une plaque commémorative dédiée à la mémoire des étudiants polonais morts pour la patrie entre 1904 et 1939 a été dévoilée dans le hall du Bâtiment Principal de l'École Polytechnique de Gdańsk, en présence du recteur Edmund Wittbrodt.
Le 25 novembre 1995, lors de la célébration du 50e anniversaire de la Faculté de Génie Civil de l'École Polytechnique de Gdańsk, une plaque commémorative en hommage au professeur Witold Nowacki a été installée près de la salle 167 du Bâtiment Principal.
Le 3 juin 2005, une session solennelle ouverte du Sénat de l'École Polytechnique de Gdańsk, une parade, et une photo de la "Famille Polytechnique" – les employés, les étudiants et les diplômés – dans la cour de Johannes Hevelius, ont marqué les célébrations du 60e anniversaire de l'École Polytechnique de Gdańsk.
Le 5 décembre 2008, la façade du Bâtiment Principal de l'École Polytechnique de Gdańsk a été restaurée (le fronton du risalit tripartite ainsi que le portique de la façade avant). Les détails architecturaux ont été complétés ou reconstitués conformément aux plans du bâtiment de 1904. Un aigle, symbole de l’emblème national polonais, a été installé sur le bâtiment, ainsi que quatre masques de lions en cuivre reconstitués, une initiative du doc. Marianna Sankiewicz, réalisée par l'entreprise de Bartłomiej Küster.
Le 17 novembre 2011, le Centre Civitronique a été inauguré. Il comprend sept laboratoires de recherche dédiés à l’ingénierie civile et aux technologies électroniques modernes pour les constructions. Les travaux de construction ont duré de mars 2010 à mars 2011 et ont coûté 1,6 million de złotys. Une partie des combles du Bâtiment Principal a été aménagée pour ce projet.
Le 13 mai 2012, la tour de l’horloge sur le toit du Bâtiment Principal a été reconstruite. Elle pèse 15,5 tonnes, mesure 18 mètres de hauteur, et est surmontée d’une sculpture dorée représentant l’Allégorie de la Science,.